# 東修平
東 修平（あずま しゅうへい、1988年〈昭和63年〉10月3日 - ）は、日本の政治家、外務官僚。元大阪府四條畷市長（2期）。

## 来歴
大阪府四條畷市出身。四條畷市立忍ヶ丘小学校、四條畷市立四條畷中学校、大阪府立四條畷高等学校、2011年に京都大学工学部物理工学科卒業。同大学大学院工学研究科原子核工学専攻修士課程修了。
2014年4月、外務省に就職。40代で急逝した上司の死をきっかけに「将来は市長になる」と決断し、約1年半で退職し、野村総合研究所に転職。
2016年10月21日、四條畷市長選挙に出馬する意向を表明した。
2017年1月15日に行われた四條畷市長選挙において、大阪維新の会の支援を受けた現職の土井一憲との一騎打ちを制し、初当選した。1月20日、市長就任。市長当選時の年齢では、1994年に27歳で武蔵村山市長に就任した志々田浩太郎に次いで2番目に若く、現職首長としては当時最年少であった。
※当日有権者数：45,493人 最終投票率：42.18%（前回比：－1.21pts）
| 候補者名 | 年齢 | 所属党派 | 新旧別 | 得票数   | 得票率 | 推薦・支持 |
| -------- | ---- | -------- | ------ | -------- | ------ | ---------- |
| 東修平   | 28   | 無所属   | 新     | 10,659票 | 55.91% |            |
| 土井一憲 | 61   | 無所属   | 現     | 8,407票  | 44.09% |            |

2020年11月20日、任期満了に伴う市長選へ無所属で立候補する意向を表明。12月27日執行の市長選では財政健全化などの実績を強調して支持を広げ、大阪維新の会が擁立した元市議の土井一慶（前市長・土井一憲の息子）を破り、再選。
※当日有権者数：45,696人 最終投票率：44.45%（前回比：＋2.27pts）
| 候補者名 | 年齢 | 所属党派     | 新旧別 | 得票数   | 得票率 | 推薦・支持 |
| -------- | ---- | ------------ | ------ | -------- | ------ | ---------- |
| 東修平   | 32   | 無所属       | 現     | 12,970票 | 64.27% |            |
| 土井一慶 | 39   | 大阪維新の会 | 新     | 7,212票  | 35.73% |            |

2024年9月25日、会見で任期満了に伴う同年12月の市長選挙に立候補しない意向を表明。後継については求人サイトを通じ候補者公募を実施し選考すると表明した。しかし告示まで1カ月を切った11月27日、後継候補に選んだ元国際連合職員の男性が体調不良を理由に立候補を取りやめたと発表。12月3日、公募の最終選考に残った元市職員の銭谷翔を新たな後継候補に選んだ。同年12月22日の投開票の結果、東市政の継承を訴えた銭谷が、税理士で公共施設再編案の見直しを訴えた元四條畷市議会議長の渡辺裕を破り初当選した。
2025年6月10日、同年7月の第27回参議院議員通常選挙に大阪府選挙区から完全無所属で出馬することを会見で表明した。7月20日の投開票の結果、地元の四條畷市では10,894票（得票率40.7％）の支持を集めたものの、それ以外の市町村では伸び悩み128,224票（得票率3.04%）に終わった。

## 政策・主張
- 2017年6月、人材サービス会社と組み、女性の副市長の全国公募を始めた[19]。国内外の20～70代の男女から約1,700人の応募があり、「SUUMOマガジン」元編集長の林有理（37歳、女性）が副市長に選ばれた。任期は同年10月1日から4年間[20]。
- オープンな場で利権団体と接触することを目的に、住民との意見交換会で各利権者から同時に話を聞く施策をとっている。東は市の全21地区で意見交換会を開催。その場の様子や発言は全て動画で撮影され、ノーカットで市のホームページに公開された[21][22]。

## 選挙歴
| 当落 | 選挙                     | 執行日         | 年齢 | 選挙区       | 政党   | 得票数     | 得票率 | 定数 | 得票順位 /候補者数 | 政党内比例順位 /政党当選者数 |
| ---- | ------------------------ | -------------- | ---- | ------------ | ------ | ---------- | ------ | ---- | ------------------ | ---------------------------- |
| 当   | 2017年四條畷市長選挙     | 2017年1月15日  | 28   | ーー         | 無所属 | 1万659票   | 55.91% | 1    | 1/2                | /                            |
| 当   | 2021年四條畷市長選挙     | 2020年12月27日 | 32   | ーー         | 無所属 | 1万2970票  | 64.27% | 1    | 1/2                | /                            |
| 落   | 第27回参議院議員通常選挙 | 2025年07月20日 | 36   | 大阪府選挙区 | 無所属 | 12万8224票 | 3.04%  | 4    | 12/19              | /                            |